# Castelões (Penafiel)
Castelões é uma povoação portuguesa sede da Freguesia de Castelões do Município de Penafiel, freguesia com 3,94 km² de área e 1364 habitantes (censo de 2021), tendo, assim, uma densidade populacional de 346,2 hab./km².

## Demografia
A população registada nos censos foi:
| Distribuição da População por Grupos Etários | Distribuição da População por Grupos Etários | Distribuição da População por Grupos Etários | Distribuição da População por Grupos Etários | Distribuição da População por Grupos Etários |
| -------------------------------------------- | -------------------------------------------- | -------------------------------------------- | -------------------------------------------- | -------------------------------------------- |
| Ano                                          | 0-14 Anos                                    | 15-24 Anos                                   | 25-64 Anos                                   | > 65 Anos                                    |
| 2001                                         | 254                                          | 264                                          | 726                                          | 169                                          |
| 2011                                         | 216                                          | 164                                          | 826                                          | 191                                          |
| 2021                                         | 176                                          | 162                                          | 740                                          | 286                                          |